# Saint-Genest-Lachamp
Saint-Genest-Lachamp – miejscowość i gmina we Francji, w regionie Owernia-Rodan-Alpy, w departamencie Ardèche. Nazwa miejscowości pochodzi od imienia św. Genezjusza.
Według danych na rok 1990 gminę zamieszkiwały 132 osoby, a gęstość zaludnienia wynosiła 6 osób/km² (wśród 2880 gmin regionu Rodan-Alpy Saint-Genest-Lachamp plasuje się na 1489. miejscu pod względem liczby ludności, natomiast pod względem powierzchni na miejscu 424.).